# ARENA
Alianza Republicana Nacionalista eller ARENA, är ett konservativt parti i El Salvador som bildades 30 september 1981 av Roberto D'Aubuisson. Från partiet kommer de fyra senaste presidenterna i El Salvador; Alfredo Cristiani, Armando Calderón Sol, Francisco Flores och Antonio Saca. 2009 förlorade emellertid partiet presidentposten till den f.d. gerillan FMLN och dess kandidat Mauricio Funes.